# One More Love
Albums de David Guetta
One Love
(2009) Nothing but the Beat
(2011)
Singles
One More Love est un album de David Guetta sorti le 29 novembre 2010 et comprenant l'essentiel de l'album One Love sortie en 2009 à laquelle cependant les titres Who's That Chick? avec Rihanna, GRRRR ou encore des remix de Sexy Bitch (avec Akon), de Memories (avec Kid Cudi) et même de Missing You (avec Novel) ont été ajoutés.

## Liste des pistes

### Disque 1
1. When Love Takes Over (avec Kelly Rowland)
2. Gettin’ Over (avec Chris Willis)
3. Sexy Bitch (Feat. Akon)
4. Memories avec Kid Cudi
5. On the Dancefloor (avec Will.i.am & Apl.de.ap)
6. It’s The Way You Love Me (avec Kelly Rowland)
7. Missing You (avec Novel)
8. Choose (avec Ne-Yo & Kelly Rowland)
9. How Soon Is Now (avec David Guetta, Sebastian Ingrosso, Dirty South & Julie Mcknight)
10. I Gotta Feeling (avec Black Eyed Peas) (FMIF Remix)
11. One Love (avec Estelle)
12. I Wanna Go Crazy (avec Will.i.am)
13. Sound of Letting (avec David Guetta, Tocadisco & Chris Willis)
14. ToyFriend (avec Wynter Gordon)
15. If We Ever (avec Makeba)

### Disque 2
1. Who's That Chick? (avec Rihanna)
2. Revolver (One Love Remix) (Madonna)
3. Gettin' Over You (David Guetta & Chris Willis avec Fergie & LMFAO)
4. Commander (Radio Edit) (Kelly Rowland Feat David Guetta)
5. Acapella (Kelis) (produit par David Guetta)
6. Missing You (New Version) (avec Novel)
7. Louder than Words (David Guetta & Afrojack avec Niles Mason)
8. Freak (Estelle avec Kardinal Offishall) (produit par David Guetta)
9. It's Your Life (avec Chris Willis)
10. Memories (FMIF! Remix)(avec Kid Cudi)
11. Sexy Bitch (Chuckie & Lil Jon Remix) (avec Akon)
12. GRRRR